# Aliança Bíblica Universitária do Brasil
A Aliança Bíblica Universitária do Brasil (ABUB) é um movimento protestante evangélico interdenominacional, de profissionais (ABP), de estudantes do ensino superior (ABU) e do ensino médio (ABS), que existe para compartilhar o Evangelho nas escolas e universidades brasileiras, especialmente por meio de estudos bíblicos conduzidos pelos próprios estudantes, que se organizam em pequenos grupos nas instituições de ensino. Além de compartilhar verbalmente o Evangelho, os grupos são encorajados a realizar ações de serviço, apoio e acolhimento em seus contextos. Evangelismo, serviço e formação formam o tripé de atuação do movimento.
Para a ABUB, os estudantes estão mais aptos a compartilhar do Evangelho aos seus colegas por viverem a mesma realidade. Por isso, o lema da ABUB é "estudante alcançando estudante".

## História
A ABUB surgiu em 1957 pela atuação de Ruth Siemens e Robert Young, missionários estrangeiros que conheciam e tinham participado dos movimentos da época associados à Comunidade Internacional de Estudantes Evangélicos (IFES, na sigla em inglês). Hoje, está presente em quase todos os estados brasileiros. A ABUB é constituída por estudantes e profissionais ligados a diversas igrejas evangélicas e mantém-se por meio de doações, especialmente de antigos abeuenses. A ABUB faz parte de um movimento estudantil evangélico mundial denominado International Fellowship of Evangelical Students (IFES), em português, Comunidade Internacional de Estudantes Evangélicos.
A ABUB está organizada em núcleos, grupos locais, regiões e em nível nacional. Os núcleos estão presentes nas instituições de ensino superior e médio. Os grupos locais reúnem profissionais ou estudantes de um ou mais núcleos em uma mesma cidade. Os grupos locais são filiados ao movimento nacional e também participam da administração regional por meio de seus representantes. Estes grupos podem ser de ABS, ABU ou ABP. A instância de governança regional é o Conselho Regional (CR). Em nível nacional, é o Congresso Nacional (CN) e, nos intervalos entre os Congressos Nacionais, fica a cargo do Conselho Diretor (CD) e a Diretoria Nacional, eleita no CN.
Para filiar-se à ABUB, é necessário que o grupo local seja empenhado com a missão estudantil e/ou profissional em sua cidade, seus líderes participem de igrejas locais e aceitem as Bases de Fé da ABUB, que estão em concordância com a IFES e o Pacto de Lausanne. Cada cidade pode ter um grupo local de ABS, um de ABU e um de ABP, podendo reunir estudantes e/ou profissionais de vários núcleos.
Um aspecto muito importante na ABUB é a formação, que pode ser organizada pelos núcleos, grupos locais, regiões ou em nível nacional. Anualmente, a ABUB promove, nas férias de verão, o Instituto de Preparação de Líderes (IPL), em nível nacional, e os Cursos de Férias (CF), nas férias de inverno, nas regiões. Em geral, os palestrantes e os responsáveis pelas oficinas de capacitação são assessores da ABUB, que podem ser obreiros de dedicação integral ou voluntários (assessores auxiliares), que, geralmente, foram líderes estudantis no âmbito da ABUB.
Além de compartilharem o Evangelho, os participantes da ABUB, nas instâncias de formação, podem participar de oficinas de liderança, mordomia, estudos bíblicos, entre outros assuntos que lhes ajudarão a aprofundar a fé e sua atuação na sociedade.
Os assessores também acompanham o trabalho desenvolvido pelos estudantes nos núcleos e nos grupos locais, compartilhando a sua experiência na missão estudantil e dando-lhes assistência pastoral.
A ABUB participou do Conselho Nacional de Juventude (Conjuve), do governo federal, como uma entidade que representa parte da sociedade civil. Esta participação permitiu à ABUB contribuir para a formulação de políticas públicas para a juventude no Brasil.   
Em sua história, a ABUB promoveu dois importantes Congressos Missionários, em 1976 e 2006, que geraram subsídios para a definição de rumos do movimento.
Os grupos filiados a ABUB realizam diversas atividades de serviço e acolhimento, como a ABU no Enem, que surgiu buscando trazer uma perspectiva de apoio para o dia da prova de ingresso no ensino superior.      
Fizeram parte da ABUB nomes como: Alexandre Brasil, Antonia Leonora van der Meer, Daniela S Frozi, John Griffin, Ziel Machado, Braulio Craveiro Filho, José Miranda, Paula Nelita, Paul Freston, Raquel Bergária, Ricardo Gondim, Robinson Cavalcanti  e várias outras liderança protestantes.
Entre os antigos abeuenses estão também a empreendedora social Viviane Senna e o político Wasny de Roure, do Distrito Federal.
Criada em 1975, a ABU Editora é o braço editorial da ABUB, que já publicou livros de escritores como C. S. Lewis e até hoje publica John Stott. Os direitos de publicação dos livros de C. S. Lewis da ABU Editora foram vendidos para a  Martins Fontes, bem antes do lançamento da série de filmes sobre "As Crônicas de Nárnia". Entre 2011 e 2021, a ABU Editora era comercializara via a Editora Ultimato, mas agora as vendas acontecem em outras plataformas online diretamente pela própria empresa. 

## A ABUB e sua perspectiva teológica integral
A atuação da ABUB está baseada na teologia bíblica da missão, que visa a integralidade da salvação da humanidade. A Missão Integral identifica-se mais como um movimento do que com uma teologia pronta sobre a missão. René Padilla e Samuel Escobar, que também participaram da IFES, são alguns dos escritores nessa perspectiva. No Brasil, há uma série de movimentos que se identificam com essa abordagem teológica da missão dentre eles Koinonia, ACEV, Diaconia, Visão Mundial, Tearfund Brasil e Fraternidade Teológica Latino-Americana.
Alguns dos enfoques dessa teologia que visa a integralidade são a dignidade humana, o cuidado com o meio ambiente e a luta contra toda a forma de opressão e injustiça são aspectos indissociáveis da mensagem do Evangelho. Segundo a teologia da missão integral, Deus criou o mundo como expressão do seu amor, sendo o ser humano feito à imagem e semelhança de Deus e incubido por Deus para cuidar da sua criação. O pecado é a atitude deliberada da humanidade de resistir a este propósito. E Jesus, portanto, veio reconciliar o ser humano com Deus e, assim, reestabelecer o propósito de Deus para a humanidade e toda a sua criação, por meio daqueles que seguem a Jesus.
A teologia da missão integral tem a adesão de evangélicos ligados a diferentes igrejas, pois não trata da questão do batismo no Espírito Santo e da contemporaneidade dos dons espirituais, que divide os evangélicos no Brasil em pentecostais e não-pentecostais. Todavia, contrapõe-se à teologia dos missionários protestantes anglo-saxões do século XIX na América Latina, que se alicerça na salvação do indivíduo, e à teologia da prosperidade, que enfatiza a fidelidade à Deus como forma do indivíduo obter, em retribuição, benefícios de Deus, como o enriquecimento ou a cura de enfermidades.
A Missão Integral, portanto, não se restringe à relação entre Deus e o indivíduo, mas contempla também a transformação das relações humanas e das relações dos seres humanos com o meio ambiente, que é parte da criação de Deus.

## Organização
A ABUB está organizada em núcleos, grupos locais, regiões e em nível nacional. Ela possui sete regiões, que não seguem a divisão do IBGE: Centro-Oeste, Leste, Minas Gerais, Nordeste, Norte, São Paulo e Mato Grosso do Sul e Sul.